# Ceriana ammophilina
Ceriana ammophilina är en tvåvingeart som först beskrevs av Speiser 1910.  Ceriana ammophilina ingår i släktet griffelblomflugor, och familjen blomflugor.
Artens utbredningsområde är Tanzania. Inga underarter finns listade i Catalogue of Life.